# Asekeevo
Asekeevo (in russo Асекеево?) è un villaggio della Russia europea sudorientale, situato nell'oblast' di Orenburg; è il centro amministrativo del rajon Asekeevskij.
Si trova 223 km a nord-ovest di Orenburg.